# 尼古拉斯·格斯纳
尼古拉斯·格斯纳（英語：Nicolas Gessner，1931年8月17日—），原名格斯纳·米克洛什（匈牙利語：Gessner Miklós），生于匈牙利布达佩斯，是一位主要在法国工作的电影制作人。他的电影通常具有奇特诡异的气氛，演员来自法国和世界各地。20世纪80年代之后主要转行做电视工作。其主要作品有《十三吉祥》（1969）、《门后的人》（1971）、《黑巷少女》（1976）等。